# Тимисела, Майкл
Майкл Элиас Тимисе́ла (нидерл. Michael Elias Timisela, МФА: [ˈmɑjkəl timiˈseːlaː]; родился 5 мая 1986, Амстердам) — нидерландский футболист, выступавший на позиции правого защитника. Воспитанник футбольной школы амстердамского «Аякса». С 2007 по 2012 года выступал за «ВВВ-Венло».

## Биография
Майкл Тимисела родился 5 мая 1986 года в Амстердаме, в интернациональной семье — его отец родом с Молуккских островов, а мать голландка. Отец Майкла, Хенк Тимисела, работал тренером в футбольной команде «Абкауде». Именно в этом клубе юный Тимисела и начал карьеру футболиста, играя в основном на позиции полузащитника. Когда ему было 13 лет, Майкла заметили скауты амстердамского «Аякса», они смогли уговорить его отца, чтобы его сын перешёл в юношескую команду их клуба. В течение четырёх лет Майкл выступал за различные юношеские команды «Аякса».
За основной состав амстердамцев Тимисела дебютировал 19 февраля 2006 года в матче чемпионата Нидерландов против «Розендала», завершившемся победой «Аякса» со счётом 6:0. В той игре он вышел на замену вместо Хатема Трабельси на 80-й минуте. Первым голом за «Аякс» Майкл отметился 26 февраля в мачте против «Хераклеса», который завершился гостевой победой амстердамцев со счётом 1:3. Всего в чемпионате Нидерландов сезона 2005/06 Тимисела сыграл 4 матча и забил 1 мяч.
В сезоне 2006/07 Майкл не сыграл ни одного матча за основной состав, Тимисела также не проходил в основной состав молодёжной команды амстердамцев. Из-за того, что Майкл не имел игровой практики, он решил уйти из клуба. Тимиселой сразу заинтересовалось несколько клубов, среди которых была роттердамская «Спарта», «Валвейк» и НАК. Однако Майкл решил подписать двухлетний контракт с клубом «ВВВ-Венло», с возможностью продления соглашения ещё на один сезон. Дебют Майкла состоялся 30 сентября 2007 года матче против «Аякса», Тимисела сыграл в матче 45 минут, а его клуб проиграл «Аяксу» со счётом 6:1. Но в своём первом сезоне Майкл провёл лишь три матча, во многом из-за того, что на протяжении всего сезона Тимисела был травмирован. Без участия Майкла его команда заняла в чемпионате сезона 2007/08 предпоследнее место, а в матчах за прописку в Высшем дивизионе «ВВВ-Венло» уступил «АДО Ден Хаагу» по сумме трёх матчей со счётом 6:3 и вылетел в первый дивизион Нидерландов. После такой неудачи главный тренер Андре Ветзел ушёл в отставку.
На место Ветзела на пост главного тренера был временно назначен Ян ван Дейк, который до этого был ассистентом главного тренера в клубе «Аль-Наср». Именно ван Дейк сделал ставку на молодых игроков в сезоне 2008/09. Тимисела сразу получил место в основном составе, выступая на правом фланге защиты и полузащиты, к концу сезона на счету Майкла было 24 матча в чемпионате. «ВВВ-Венло» по итогам сезона 2008/09 занял в чемпионате первое место и вернулся обратно в высший дивизион.
В конце марта 2010 года Тимисела продлил свой действующий контракт ещё на два года.

## Статистика выступлений
| Клуб             | Сезон            | Чемпионат | Чемпионат | Кубок | Кубок | Прочие | Прочие | Итого | Итого |
| Клуб             | Сезон            | Игры      | Голы      | Игры  | Голы  | Игры   | Голы   | Игры  | Голы  |
| ---------------- | ---------------- | --------- | --------- | ----- | ----- | ------ | ------ | ----- | ----- |
| Аякс             | 2005/06          | 4         | 1         | 0     | 0     |        |        | 4     | 1     |
| Аякс             | Итого            | 4         | 1         | 0     | 0     |        |        | 4     | 1     |
| ВВВ-Венло        | 2007/08          | 3         | 0         | 0     | 0     |        |        | 3     | 0     |
| ВВВ-Венло        | 2008/09          | 24        | 0         | 0     | 0     |        |        | 24    | 0     |
| ВВВ-Венло        | 2009/10          | 26        | 1         | 1     | 0     |        |        | 27    | 1     |
| ВВВ-Венло        | 2010/11          | 30        | 1         | 1     | 0     | 4      | 0      | 35    | 1     |
| ВВВ-Венло        | 2011/12          | 28        | 0         | 1     | 0     | 4      | 0      | 33    | 0     |
| ВВВ-Венло        | Итого            | 111       | 2         | 3     | 0     | 8      | 0      | 122   | 2     |
| Хаммарбю         | 2013/14          | 19        | 0         | 3     | 0     |        |        | 22    | 0     |
| Хаммарбю         | 2014             | 28        | 1         | 1     | 0     |        |        | 29    | 1     |
| Хаммарбю         | Итого            | 47        | 1         | 4     | 0     |        |        | 51    | 1     |
| Лиллестрём       | 2015             | 11        | 0         | 0     | 0     |        |        | 11    | 0     |
| Лиллестрём       | Итого            | 11        | 0         | 0     | 0     |        |        | 11    | 0     |
| ХФК              | 2016/17          | 28        | 3         | 2     | 0     |        |        | 30    | 3     |
| ХФК              | 2017/18          | 14        | 0         | 3     | 0     |        |        | 17    | 0     |
| ХФК              | Итого            | 42        | 3         | 5     | 0     |        |        | 47    | 3     |
| Всего за карьеру | Всего за карьеру | 215       | 7         | 12    | 0     | 8      | 0      | 235   | 7     |

## Достижения
«Аякс»
- Обладатель Кубка Нидерландов: 2005/06

ВВВ-Венло
- Победитель Первого дивизиона Нидерландов: 2008/09

«Хаммарбю»
- Победитель Суперэттан: 2014